# PTAB (Waffe)
Die PTAB (russisch ПТАБ, Abkürzung für Противотанковая Авиабомба; Protiwotankowaja Awiabomba, Panzerabwehr-Fliegerbombe) war eine sowjetische Hohlladungsstreubombe des Zweiten Weltkriegs, die zur Panzerbekämpfung eingesetzt wurde. Sie wurde von I. A. Larionow entwickelt.

## Einsatz
Die PTAB wurde erstmals im Juli 1943 während der Schlacht um Kursk eingesetzt. Jede der Bomben wog 1,5 kg. Verwendet wurde sie meistens von der Il-2, die an den Bombenschlössern der Tragflächen vier KMB-Streubombenkassetten mit je 48 PTAB tragen konnte. Beim gleichzeitigen Abwurf aller 192 Bomben wurden praktisch alle Fahrzeuge in einem Bereich von 15 × 70 m getroffen. Die PTAB konnten 70 mm starke Panzerungen durchdringen. Da Panzer auf der Oberseite nicht so stark gepanzert waren, konnte damit jeder Panzer des Krieges außer Gefecht gesetzt werden.
Die Waffe war sehr wirksam. Beim ersten Einsatz am 2. Juli 1943 zerstörten 8 Il-2 15 Panzer aus einer Gruppe von 70 deutschen Panzern. Bei weiteren Einsätzen in der Schlacht im Kursker Bogen wurden am 15. Juli 1943 bei einem Angriff von 4 Il-2 auf 25 Panzer 7 der Panzer zerstört und 4 beschädigt. Am 16. Juli 1943 zerstörten 23 Il-2 mit der PTAB 17 Panzer und weitere 40 Fahrzeuge.
Die deutsche Seite reagierte auf die neue Waffe mit einer Auflockerung der Panzerformationen.
Am 5. März 1944 gab Hitler den Einsatz des deutschen Gegenstücks SD 4 HL frei, nachdem sie zurückgehalten worden war, um den Gegner nicht auf die Möglichkeit einer wirksamen Panzerbekämpfung aus der Luft aufmerksam zu machen.